# Platypthima homochroa
Platypthima homochroa är en fjärilsart som beskrevs av Rothschild och Jordan 1907. Platypthima homochroa ingår i släktet Platypthima och familjen praktfjärilar. Inga underarter finns listade i Catalogue of Life.